# Championnats du monde de pentathlon moderne 1985
Navigation
Édition précédente Édition suivante
Les championnats du monde de pentathlon moderne 1985, vingt-neuvième édition des championnats du monde de pentathlon moderne, ont eu lieu en 1985 à Melbourne, en Australie, et Montréal, au Canada.